# ALTIUS
ALTIUS ist ein geplanter Forschungssatellit der ESA zur Überwachung der Stratosphäre. Er soll die dortige Ozonkonzentration und die Umweltbelastung durch verschiedene Spurengase messen. Der Satellit wird von Belgien bereitgestellt. Als Starttermin für die Mission wurde zunächst Ende 2023, dann 2025, dann 2026, dann Ende 2027 gensnnt.
Die Abkürzung ALTIUS steht für Atmospheric Limb Tracker for Investigation of the Upcoming Stratosphere (etwa: Atmosphärenrandverfolger zur Untersuchung der bevorstehenden Stratosphäre).

## Hintergrund
Seit dem Ausfall des ESA-Forschungssatelliten Envisat im Jahr 2012 sind deutlich weniger Messwerte zur vertikalen Ozonverteilung in der Atmosphäre verfügbar. Weitere Umweltbeobachtungssatelliten werden voraussichtlich in den frühen 2020er Jahren außer Betrieb gehen.[veraltet] ALTIUS soll diese Lücke schließen und mit modernerer Technik genauere Daten liefern. Das Projekt entstand auf Initiative des Belgischen Instituts für Weltraum-Aeronomie und wird zu 94 % von Belgien finanziert.

## Aufbau und Funktionsweise
Der Satellit wird in einer belgischen Niederlassung des Unternehmens QinetiQ gebaut. Er basiert auf dessen P200-Satellitenbus, einer Weiterentwicklung des Busses der Proba-Erdbeobachtungssatelliten. Als wissenschaftliche Instrumente sind drei spektrometrische Kameras vorgesehen, je eine für sichtbares, für nah-infrarotes und für ultraviolettes Licht. Diese sollen nicht direkt auf die Erde gerichtet werden, sondern aus etwa 700 Kilometern Höhe oberhalb des Horizonts durch die Atmosphäre hindurchschauen. So entstehen beim Umrunden der Erde dreidimensionale spektroskopische Aufnahmen, aus denen sich die Verteilung von Ozon, Stickoxiden, Aerosolen und weiteren Stoffen in der oberen Atmosphäre ermitteln lässt. Der Satellit wird für mindestens drei Jahre Betriebsdauer ausgelegt.